# Pseudomugilidae
Pseudomugilidae es una familia de peces (Atheriniformes), conocidos como ojos azules, cuenta con 3 géneros y 18 especies.

## Hábitat
Habitan en agua dulce y agua salobre (no en agua marina), en el norte y este de Australia, Nueva Guinea e islas adyacentes y este de Indonesia. Los ojos azules son pequeños peces, por lo general no tienen más de 5 cm de longitud. Se reproducen durante todo el año, y adhieren sus huevos a la vegetación.

## Géneros y especies
Existen una veintena de especies, que se encuadran en tres géneros:
- Género Kiunga:
  - Kiunga ballochi
  - Kiunga bleheri

- Género Pseudomugil:
  - Pseudomugil connieae
  - Pseudomugil cyanodorsalis
  - Pseudomugil furcatus
  - Pseudomugil gertrudae
  - Pseudomugil inconspicuus
  - Pseudomugil ivantsoffi
  - Pseudomugil majusculus
  - Pseudomugil mellis
  - Pseudomugil novaeguineae
  - Pseudomugil paludicola
  - Pseudomugil paskai
  - Pseudomugil pellucidus
  - Pseudomugil reticulatus
  - Pseudomugil signifer
  - Pseudomugil tenellus

- Género Scaturiginichthys:
  - Scaturiginichthys vermeilipinnis